# Akhal-Teke
El caballo Akhal-Teke o Ajal-Teké es una raza de caballo relacionada con el caballo turcomano, el que se criaba en Rusia y en Turkmenistán.
Es considerado uno de los caballos más bellos (o el más bello) gracias a su pelaje casi metálico.
Es una raza muy rara, ya que se calcula una población de entre 8.000 y 10.000 ejemplares en el mundo.

## Etimología
La denominación Ajal-Teké deriva de una zona geográfica, Ajal, y de una etnia  turcomana, los teké. Ajal-Teké fue el nombre que llevó entre 1882 y 1890 un distrito (uyedz) de la provincia rusa de Transcaspia. El nombre Ajal se da a los oasis de la vertiente norte del Kopet Dagh y del Küren Dagh. Teké es un nombre tribal de los turcomanos.
En las colinas del Kopet-Dag, cerca de Asjabad, se encuentran los restos arqueológicos de civilización  parta de la ciudad de Nisa, Nessa o Nusaý.

## Características
El Ajal-Teké es un caballo esbelto de altura aproximada de 1,60 m en los machos y 1,55 m en las yeguas. El aspecto general que tuvo mostraba un animal de líneas alargadas con un cuello largo y delgado, a veces en forma de S, asociado a un porte altivo de la cabeza.
La cabeza es ligera y descarnada. Los ojos son grandes y expresivos. Las orejas, largas y finas, se sitúan muy arriba. El dorso es largo. Las extremidades también largas y delgadas con tendones bien marcados. El omóplato es largo y en un ángulo correcto. El pecho profundo y ovalado. La musculatura es más densa que voluminosa. La piel es muy fina y el pelaje sedoso. La cola y la crin son más bien escasas y el flequillo está casi ausente.

## Historia

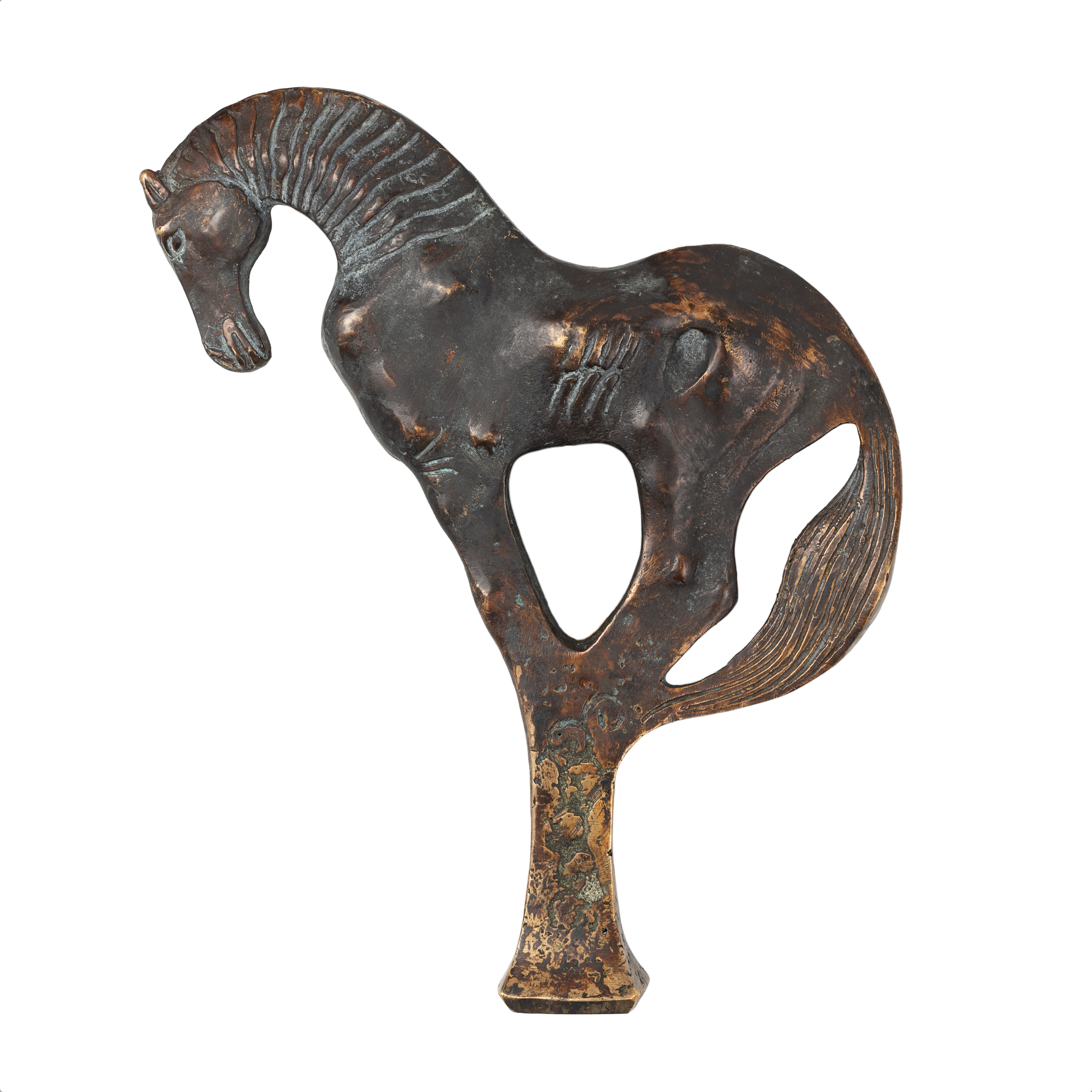
Antiguo caballo turcomano Ajal-Teké, bronce, siglos IV-I a.c. [https://artdaily.com/news/125153/Heavenly-Horses#.X3qmIFJxfcs

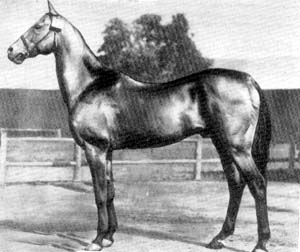
Caballo Ajal-Teké.

Los orígenes de los caballos Ajal-Teké parecen estar relacionados con los caballos que existían en la región hace 9.000 años conocidos con diversos nombres. La denominación más famosa es la de caballos Niseus. De cualquier manera los orígenes remotos son difíciles de precisar por falta de pruebas concluyentes. Hasta el siglo XVII el concepto de raza en el sentido moderno no existía. Las razas se identificaban con zonas geográficas y tipos definidos por conformación, prestaciones y utilidad. 
Considerando la zona geográfica, la región Ajal está situada en el sur de la actual Turkmenistán. El territorio de Turkmenistán ha estado poblado desde la antigüedad. Las tribus turcomanas dedicadas a la crianza de caballos llegaron al territorio en tiempos remotos, posiblemente procedentes de las montañas Altái, y se establecieron en las afueras del desierto de Kara Kum, llegando hasta Persia, Siria y Anatolia.
Ejército Imperial Ruso hizo su entrada en el territorio entre las décadas de 1860 y de 1870. El 1869, se creó el puerto de Krasnovodsk, y ya en 1874 se consolidó la presencia de los rusos con la creación del distrito militar de Transcaspia. Anexionado por el Imperio Ruso entre 1865 y 1885, el 1890 el control ruso sobre Turkmenistán era completo.
Los caballos de la tribu Teké eran muy parecidos a los caballos turcomanos criados en la vecina Persia (Irán).
Los teké al igual que los rusos se acostumbraban a hacer expediciones hacia el sur, para robar y capturar esclavos. Cada guerrero llevaba dos caballos: un caballo de silla de pura raza y un caballo de carga. La genealogía de los mejores caballos se conservaba por tradición oral. Y estos caballos no se vendían en modo alguno ni a ningún precio.
Una vez conquistado Turkmenistán por los rusos, el general Kuropatkin reunió unos cuantos caballos Tekke y comenzó a criar en una yeguada.

## Aptitudes y usos principales

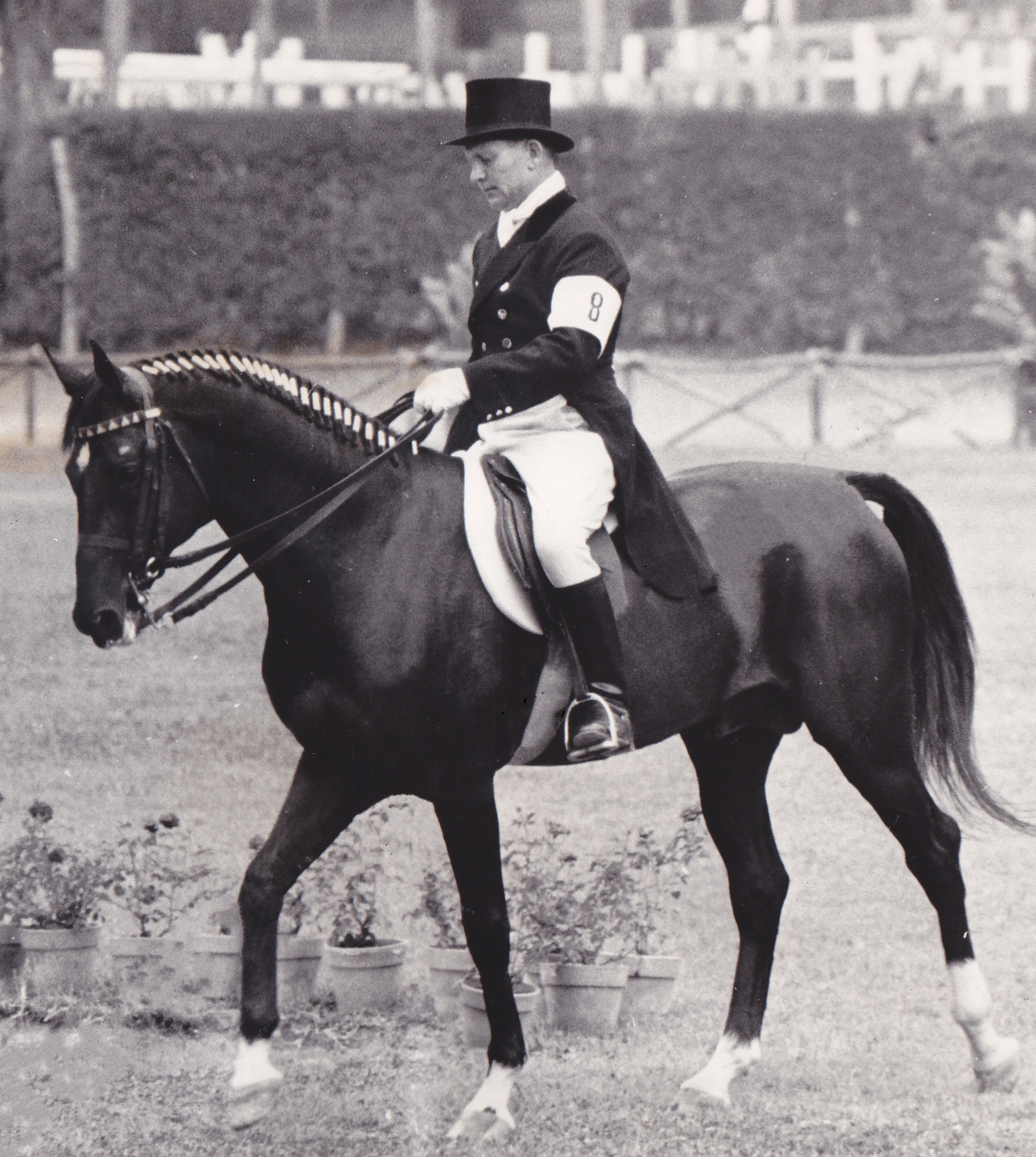
Serguéi Filátov montando a Absent en Roma, 1960.

La raza Ajal-Teké es adecuada para casi todas las disciplinas ecuestres, especialmente las carreras de resistencia y el Concurso completo de equitación. También ha demostrado una buena aptitud en la Alta Escuela. El caballo Absent y su jinete Serguéi Filátov ganaron la medalla de oro en  Alta Escuela en los Juegos Olímpicos de Roma de 1920, la medalla de bronce en 1964 y la medalla de oro en 1968. El Ajal-Teké ha sido un buen caballo de carreras, con buenos movimientos, buen saltador y con una resistencia excepcional. En 1935 un grupo de caballos Akhal-Teke hicieron el viaje de Asjabad a Moscú (de 4.150 km y atravesando el desierto de Kara Kum) en 84 días. Como raza mejoradora fue empleada con éxito en numerosos casos.
Uno de los potros fundadores del caballo inglés fina sangre de carreras  es atribuible a la raza Ajal-Teké, el potro conocido como Byerley Turk fue reportado como un caballo café oscuro con  características del Akhal-Teke, de gran porte, grandes ojos, largo cuello y alto de cola.

## Pelajes

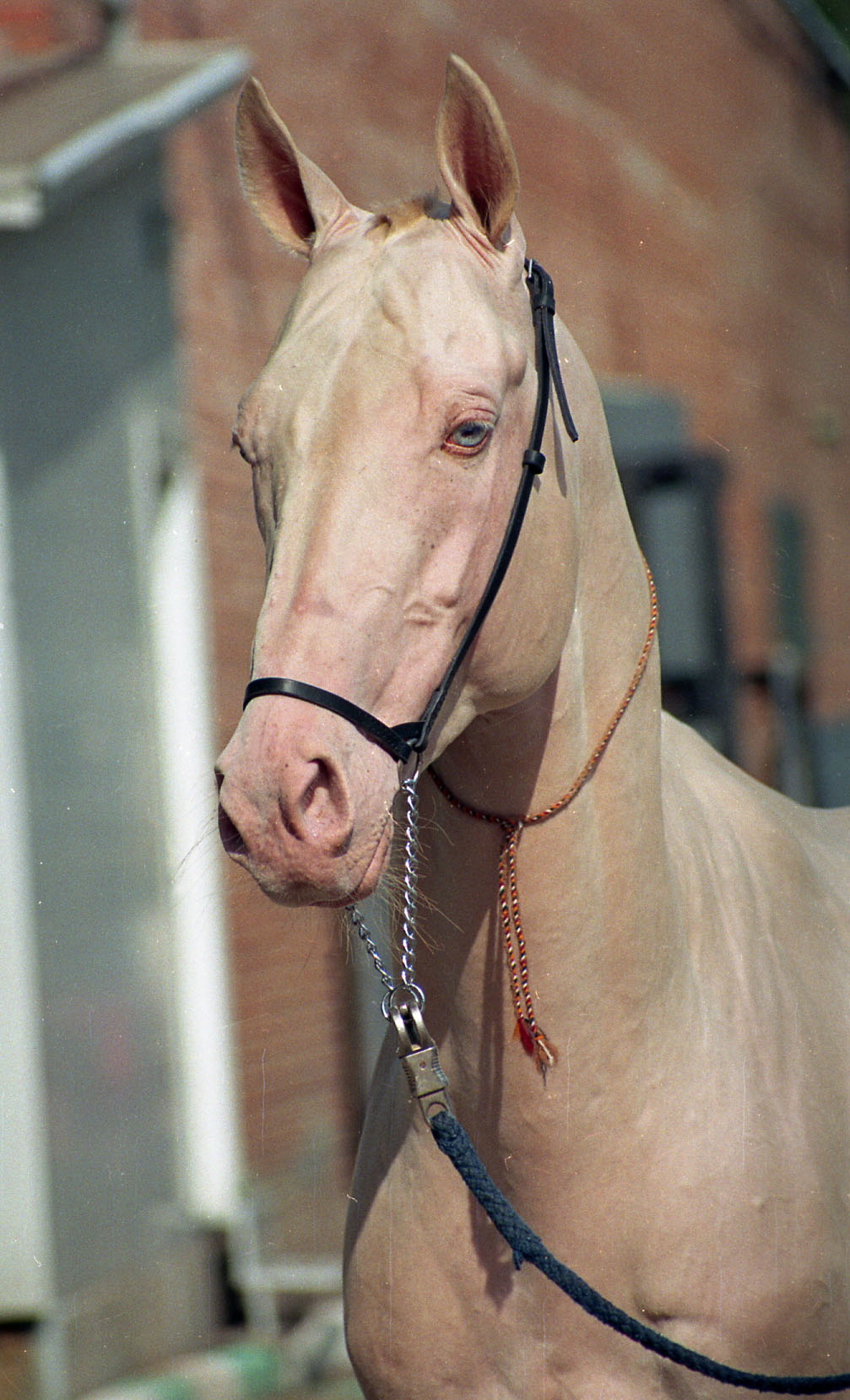
Caballo Ajal-Teké de pelaje crema.

Los caballos de la raza se presentan con pelajes muy diferentes. Además de los cuatro pelajes básicos (negro, moreno, castaño, sor), también existen pelajes diluidos dun y crema. Y pelajes liarts.
Los caballos con pelajes diluidos crema simples o heterocigóticos (especialmente los bayo-crema y los palominos) a menudo muestran una tonalidad metálica que hace que los pelos del cuerpo parezcan dorados. En los caballos blancos (liarts canosos, cremas, perlinas, etc.) con esta característica, el pelaje parece plateado.